# Acció Contra la Fam
Acció contra la Fam és una organització no governamental que lluita contra les causes i els efectes de la fam.

## Història
Va ser fundada a França per un grup de doctors, científics i escriptors francesos amb una missió: acabar amb la fam mundial. El guanyador del Premi Nobel de Física, Alfred Kastler, va ser el primer president de l'organització. Acció contra la fam es va mobilitzar inicialment per proporcionar ajuda als refugiats afganesos al Pakistan, a les comunitats més vulnerables d'Uganda als refugiats cambodjans a Tailandia. Posteriorment, es va expandir per abordar necessitats humanitàries a Àfrica, Orient Mitjà, Àsia i els Balcans durant els anys 1980-1990. El Comitè Científic Internacional d'Acció contra la Fam va ser pioner en la introducció de la fórmula de la llet terapèutica F-100, que avui en dia és utilitzada per totes les organitzacions humanitàries importants en el tractament de la desnutrició aguda.
Al voltant de 500 cooperadors i 8.000 treballadors treballen en la Xarxa Internacional Acció contra la Fam en més de quaranta i cinc països, coordinats des de les seus de París, Madrid, Londres, Nova York, Mont-real, Roma i Berlín i al voltant de quatre eixos d'intervenció: nutrició, salut, seguretat alimentària i aigua i sanejament.
L'any 2006, l'organització va ser objecte de la matança més gran patida mai per una ONG, quan 17 dels seus treballadors a Sri Lanka van ser assassinats en l'anomenada Massacre de Muttur durant la Guerra Civil de Sri Lanka, de la qual es va culpar a la guerrilla tàmil i a l'Exèrcit de Sri Lanka, a qui s'atribueixen la majoria d'acusacions de la matança.

## Intervencions
Acció contra la Fam intervé:
1. En cas de crisi greu, d'origen natural o humà, que amenaci la seguretat alimentària o provoqui una situació de fam.
2. En cas de desestructuració del teixit social lligada a raons internes o externes que posin a certes poblacions en situacions d'extrema vulnerabilitat.
3. Allí on l'assistència humanitària es converteix en qüestió de supervivència.

Les intervencions d'Acció contra la Fam se situen abans (programes de prevenció), durant (programes d'emergència) o després d'una crisi (programes de rehabilitació.

## Eixos d'intervenció

### Nutrició
Cada any 12.000.000 de nens moren abans de complir els cinc anys de vida per malalties que en els països desenvolupats estan controlades i poden ser previngudes. Més de la meitat de la mortalitat infantil es deuen a problemes relacionats amb la desnutrició. Això ho converteix en un de les qüestions de salut pública més importants en els països en vies de desenvolupament.
Els programes de nutrició tenen una doble finalitat: prevenir i lluitar contra la desnutrició de les poblacions més vulnerables. Per això Acció contra la Fam els desenvolupa al voltant de cinc enfocaments: Recuperació nutricional en centres de Nutrició Terapèutica (CNT), Centres de Nutrició Suplementària (CNS), Educació nutricional, Seguiment de l'estat nutricional i Reforç de l'estructura d'assistència nutricional.

### Salut
La mortalitat infantil, els problemes de salut materna, el VIH/Sida, la malària i altres malalties tenen nombrosos punts en comú amb la desnutrició. Una persona desnodrida té un organisme debilitat, més possibilitats de contraure malalties i ments defenses per afrontar-les. Un cos malalt té més possibilitats de caure en una situació de desnutrició. Una comunitat malalta tindrà menys capacitat de treballar i posarà en risc la seva seguretat alimentària i la dels seus descendents. La fam i les malalties constitueixen, d'aquesta manera, un cercle viciós.
Acció contra la Fam treballa en la prevenció i tractament de les malalties més importants en els països en desenvolupament a través de: atenció mèdica en urgències nutricionals, atenció primària de salut, programes de salut materna infantil, de vacunació, de medicaments essencials i d'educació per la salut.

### Aigua i Sanejament
El 80% de les patologies en el món estan relacionades amb malalties lligades a l'aigua. Quatre milions de persones, la gran majoria nens, moren cada any a causa d'aquestes malalties. En el cas específic de la desnutrició, un nen que no consumeix aigua en quantitat i qualitat adequada pot patir processos de diarrea crònica que li impedeixin assimilar i absorbir els nutrients dels aliments.
La finalitat dels projectes d'aigua i sanejament està lligada a la millora de les condicions de vida de les comunitats, a través de diversos objectius bàsics com la disminució dels riscos de propagació de malalties lligades a l'aigua o a la millora de la durabilitat i la sostenibilitat dels sistemes d'aigua i sanejament.

### Seguretat Alimentària
Els programes de seguretat alimentària pretenen evitar i prevenir de forma sostenible la subnutrició reforçant l'autonomia alimentària de les poblacions més vulnerables. Acció contra la Fam els duu a terme a través de diverses vies com l'ajuda alimentària, la recuperació agrícola i ramadera, la protecció de població en risc, el desenvolupament agrícola i ramader i les activitats generadores d'ingrés.

## Òrgan de govern
Després de la fusió d'Acció contra la Fam i la Fundació Luis Vives l'any 2013 el patronat passa a estar presidit per José Luis Leal Maldonado i el vicepresident Emilio Aragón.